# Guerra di confine albanese-jugoslava (1921)
La guerra di confine albanese–jugoslava del 1921 sorse da dispute sui confini del neonato Principato d'Albania dopo la Prima guerra balcanica. Sebbene il Trattato di Londra del 1913 delineasse termini territoriali generali per l'Albania, i confini precisi rimasero irrisolti in mezzo al caos della Prima guerra mondiale, della Conferenza di pace di Parigi e della formazione della Società delle Nazioni. Con la Società che non riusciva a raggiungere un verdetto per un anno, Jugoslavia, spronata dalla ribellione di Mirdita, affermò pretese territoriali e schierò truppe al confine. Man mano che le tensioni aumentavano, diventava imperativo l'intervento della Società. Il conflitto si concluse dopo che il Regno Unito riconobbe l'Albania, portando la Jugoslavia a ritirare le sue forze. Successivamente, furono stabiliti legami diplomatici tra Albania e Jugoslavia, portando al riconoscimento da parte della Jugoslavia della sovranità albanese.

## Contesto
Al termine della Prima guerra balcanica nel 1913, fu firmato il Trattato di Londra, che trattava degli aggiustamenti territoriali della regione balcanica e, tra le altre cose, stabiliva i confini approssimativi e riconosceva l'indipendenza dell'Albania. La definizione dei confini dell'Albania sarebbe dovuta essere determinata dalle Grandi potenze, tuttavia i progressi furono bloccati a causa dello scoppio della Prima guerra mondiale. I confini del neonato Principato di Albania non erano stati fissati durante la Conferenza di pace di Parigi (1919), lasciando la questione da risolvere alla newly formed Società delle Nazioni nel 1920. Quando la decisione finale riguardo ai confini dell'Albania non era ancora stata determinata dall'anno successivo, la situazione divenne rapidamente instabile a causa di disordini sia all'interno che all'esterno dei confini proposti dell'Albania.

## Ribellione a Mirdita
Marka Gjoni, un capotribù della regione e tribù prevalentemente cattolica romana di Mirdita nel nord dell'Albania, credeva che il nuovo governo albanese avrebbe vietato il Cattolicesimo. Di conseguenza, permise alle autorità jugoslave di proclamare a suo nome la Repubblica di Mirdita il 17 luglio 1921 a Prizren, Jugoslavia. Gjoni ricevette supporto jugoslavo, armi e denaro dal governo jugoslavo, che vedeva la nuova repubblica come un utile asset nei loro sforzi per indebolire lo stato albanese, aiutando il separatismo e alimentando i disordini religiosi, al fine di negoziare una demarcazione di confine più vantaggiosa tra il territorio dell'Albania e il loro. Gjoni esortò il governo jugoslavo a compiere passi per garantire il riconoscimento della repubblica di Mirdita, ma la Jugoslavia era principalmente interessata a cercare potenziali pretese territoriali sulla repubblica stessa. Pertanto, la Grecia divenne l'unico paese a riconoscere la repubblica di Mirdita come stato indipendente.
Alla Società delle Nazioni, il governo jugoslavo accusò il governo albanese di tener conto solo degli interessi della popolazione musulmana, mentre sopprimeva la popolazione cattolica del paese. Il governo albanese rispose affermando di rappresentare tutti gli albanesi, indipendentemente dalle convinzioni religiose. Il governo jugoslavo sostenne che, a causa dell'esistenza della repubblica di Mirdita, la risposta albanese fosse invalida e metteva in discussione lo status dell'Albania come paese, influenzando così la sua potenziale adesione alla Società. La delegazione jugoslava dichiarò che mentre due governi esistevano in Albania, non poteva esistere un'unità tra il popolo.

## Escalation delle ostilità
Il governo albanese vedeva l'esistenza della repubblica di Mirdita come una violazione della sovranità dello stato albanese. Di conseguenza, iniziò a preparare le truppe per reprimere la ribellione. Nel frattempo, nell'agosto del 1921, i rappresentanti della Jugoslavia e della Repubblica di Mirdita firmarono un accordo che stabiliva che la repubblica sarebbe stata difesa dalle forze militari jugoslave e gli interessi della repubblica all'estero sarebbero stati rappresentati dal governo jugoslavo. Questo portò l'Albania ad accusare la Jugoslavia di istigare una ribellione e sostenere i separatisti.
Nel settembre 1921, le truppe greche condussero operazioni militari nel sud dell'Albania, mentre le forze jugoslave occuparono il nord dell'Albania dopo alcuni scontri con i tribù del nord. L'Albania ottenne il supporto del Italia, che consigliò loro di affrontare i ribelli e gli invasori sia da un punto di vista militare che diplomatico. Poiché era un membro della Società delle Nazioni dal 1920, il governo albanese chiese alla Società di riconoscere i confini prestabiliti dell'Albania dal Trattato di Londra del 1913 e finalizzare eventuali discrepanze. L'urgenza della situazione divenne più chiara alla Società entro la fine di settembre, quando le truppe albanesi e jugoslave si trovavano faccia a faccia alla linea di demarcazione, con scontri nella regione di Lurija e Tedrina che durarono diverse settimane e spostarono le linee del fronte. Il 2 ottobre 1921, l'Assemblea della Società delle Nazioni votò all'unanimità per consentire alle Grandi Potenze di risolvere il conflitto di confine e raccomandò all'Albania di accettare in anticipo le ramificazioni della loro decisione.

## Guerra di confine
Dopo che le forze jugoslave ottennero il sopravvento alla linea di demarcazione entro la fine di ottobre 1921, il governo jugoslavo decise di invadere il territorio albanese oltre le aree già occupate. In risposta, la Società delle Nazioni inviò una commissione (Conferenza degli Ambasciatori) composta da rappresentanti del Regno Unito, Francia, Italia e Giappone, che il 7 novembre 1921 concluse che il governo jugoslavo era responsabile del conflitto e ordinò di cessare le ostilità contro l'Albania e ritirare tutte le loro truppe dal territorio straniero. Il governo jugoslavo negò tutte le accuse a loro dirette e non rispose alla chiamata della commissione di ritirarsi dal suolo albanese. In risposta, la commissione annunciò la sua decisione riguardo ai confini dell'Albania al pubblico il 9 novembre 1921.

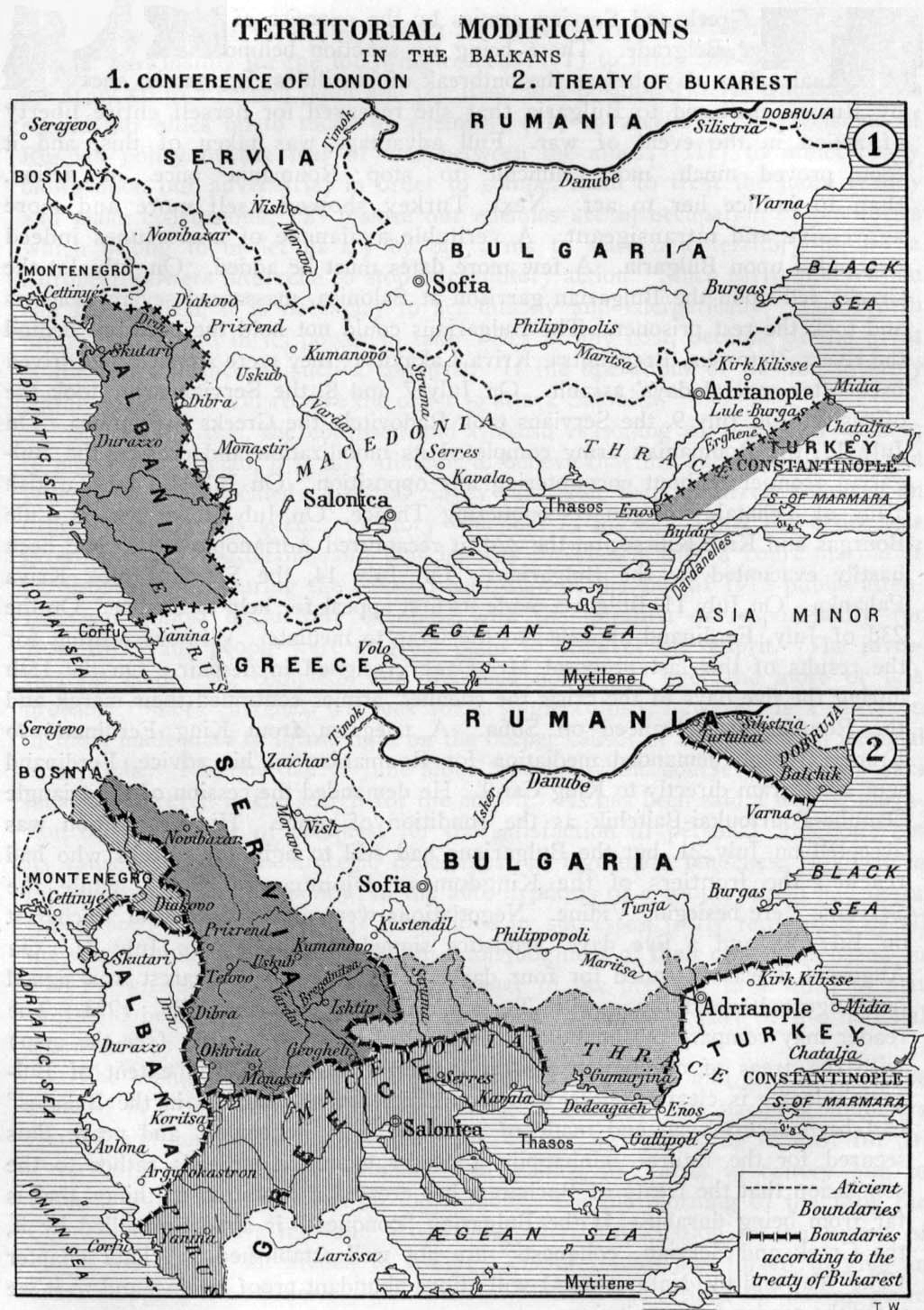
Confini degli stati balcanici dopo il Trattato di Londra e il Trattato di Bucarest.

La Società delle Nazioni confermò con una risoluzione speciale la decisione della Conferenza degli Ambas
ciatori del 9 novembre tra il 17 novembre e il 19 novembre 1921. All'Albania fu chiesto di presentare un rapporto alla Società riguardo al ritiro delle truppe jugoslave, greche e albanesi dalla linea di demarcazione e di "prendere le necessarie misure di sicurezza" contro i movimenti locali che minacciavano la pace interna dell'Albania. Il primo ministro del Regno Unito Lloyd George aveva riconosciuto il governo albanese nello stesso mese e aveva anche fatto più proteste diplomatiche accese contro il governo jugoslavo, chiedendone il ritiro dalle aree disputate. A causa dell'intervento della Gran Bretagna e delle possibilità di sanzioni contro il loro paese, la Jugoslavia cessò il supporto per Gjoni e ritirò le sue truppe da tutti i territori albanesi come stabilito nel Trattato di Londra del 1913, sebbene sotto protesta.

## Conseguenze
Con il ritiro delle truppe jugoslave, la Repubblica di Mirdita fu rapidamente sopraffatta dalle truppe del governo albanese e forze irregolari sotto il comando di Ahmet Zogu. La ribellione si concluse il 20 novembre 1921 dopo negoziati con gli anziani locali di Mirdita che accettarono di arrendersi a Zog se non ci sarebbero state rappresaglie. Gjoni fuggì in Jugoslavia, mentre Mirdita fu messa sotto assedio con i seguaci di Gjoni proclamati traditori. Altri ribelli furono condannati in un tribunale politico governativo, sebbene non ci sia stata reale persecuzione sui principali leader. A seguito della ribellione, l'autonomia mirditana fu abolita dal governo albanese.
Nel frattempo, fu formata una nuova Commissione di Delimitazione che avrebbe finalizzato e confermato il confine ufficiale albanese, mentre il Regno Unito insisteva su leggere adattamenti nella regione di Debar, Prizren e Kastrati nell'interesse della Jugoslavia. Nel tentativo di guadagnare il favore della Commissione di Demarcazione dei Confini, Albania e Jugoslavia stabilirono relazioni diplomatiche formali nel marzo 1922, accettando così anche la decisione della Società riguardo alla questione dei confini dell'Albania. Con questo atto, la Jugoslavia riconobbe anche l'indipendenza e la sovranità dello stato albanese, il che significava che la politica jugoslava di intervento militare in Albania aveva portato a una sconfitta. Gjoni tornò successivamente in Albania e rimase attivo come leader politico a Mirdita fino alla sua morte nel 1925.